# Frederick DuCane Godman
Pour les articles homonymes, voir Godman.
Frederick DuCane Godman est un ornithologue et un entomologiste britannique, né le 15 janvier 1834 à Park Hatch, Godalming, dans le Surrey et mort le 19 février 1919.

## Biographie
Godman est l'un des treize enfants de Joseph Godman et Caroline Smith. Il fait ses études au collège d'Eton et à Trinity College. À Cambridge, il fait la rencontre d'Alfred Newton et de Osbert Salvin. L'habitude de ces trois amis ornithologues de se réunir pour parler de leurs dernières acquisitions les conduit à créer la British Ornithologists' Union (BOU) en novembre 1857. Godman assume la fonction de secrétaire de 1870 à 1882 et de 1889 à 1897 ainsi que la présidence à partir de 1896. Il se marie d’abord avec Mary Elwes en décembre 1875 puis, en secondes noces, avec Alice Mary Chaplin.
Il est notamment l’auteur de The Natural History of the Azores (1870), Monograph of the Petrels (1910) et, avec Osbert Salvin, Biologia Centrali-Americana (1916), vaste ouvrage de cinquante-deux volumes qui contribue à augmenter considérablement la connaissance de la faune de l’Amérique centrale. Il reçoit la médaille linnéenne en 1918. Il est membre de diverses sociétés savantes comme la Royal Horticultural Society, la Zoological Society of London, la Geological Society of London, la Linnean Society of London, ou encore la Royal Society.
Le British Museum abrite les collections de Godman et d’Osbert Salvin constituées de 50 000 spécimens d’oiseaux, 120 000 coléoptères, 30 000 lépidoptères, 18 000 diptères, 11 000 d’hémiptères et 5 000 hyménoptères.

## Publications
- 1887 : avec Osbert Salvin, Biologia Centrali-Americana. Insecta. Lepidoptera-Rhopalocera. Duleau & Co., Bernard Quartrich (Londres), 2, 1–112, pls 48–56.

## Distinctions
- Doctor of Civil Law
- Membre de la Royal Society
- Membre de la Linnean Society of London
- Membre de la Geological Society of London
- Membre de la Royal Geographical Society
- Membre de la Royal Entomological Society
- Membre de la Zoological Society of London
- Membre de la Royal Institution
- Membre de la Royal Horticultural Society